# کولو (فیلم)
کولو (پرتغالی: Colo) یک فیلم درام پرتغالی به کارگردانی ترزا ویلاورده است که در سال ۲۰۱۷ به نمایش درآمد. این فیلم در بخش رقابت اصلی شصت و هفتمین جشنواره بین‌المللی فیلم برلین حضور داشت.